# Coenonympha orstadii
Coenonympha orstadii är en fjärilsart som beskrevs av Einar Wahlgren 1930. Coenonympha orstadii ingår i släktet Coenonympha och familjen praktfjärilar. Inga underarter finns listade i Catalogue of Life.